# Коалиция рабочих, крестьян и студентов перешейка
Коалиция рабочих, крестьян и студентов перешейка (исп. Coalición Obrera, Campesina, Estudiantil del Istmo, COCEI) — мексиканская социалистическая политическая организация перешейка Теуантепек со штаб-квартирой в Хучитане (штат Оахака). Возникла в 1973/1974 годах как партия, связанная со студенческим, крестьянским и рабочим движением региона. Коалиция поддерживает аграрную реформу и права трудящихся. В 1981 году она победила на муниципальных выборах, после чего сформировала первый городской совет в Мексике с социалистическим большинством. С тех пор находилась при власти в 1981—1983, 1989—2002, 2004—2021 годах; выступает одной из ведущих местных политических сил, обычно в коалиции с какой-то из левых партий общенационального значения.

## История

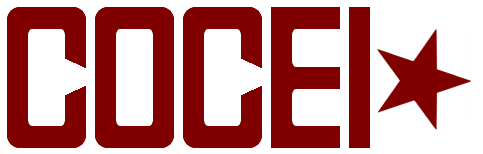
Логотип Coalición Obrera, Campesina, Estudiantil del Istmo (COCEI)

### Основание
Появление COCEI стало результатом политизации местных студентов, которые были свидетелями студенческих движений 1968 и 1971 годов в столице страны. Они взяли под контроль Ассоциацию студентов Хучитана и включились в борьбу с «господствующей в медицинских учреждениях коррупцией», что принесло им поддержку местных рабочих и крестьян. Первоначально COCEI состояла преимущественно из коренных крестьян-сапотеков, была связана с движениями народной самообороны и поддерживалась частью местного сообщества Оахаки, недовольного тогдашними властями из Институционно-революционной партии (ИРП).
Среди изначальных целей группы были изменения в избирательном процессе в регионе перешейка Теуантепек в сторону большей прозрачности, аграрная реформа и поддержка профсоюзных движений в борьбе за повышение заработной платы. Быстрый рост группы объяснялся включением в неё новых секторов. С момента своего создания организация подвергалась преследованиям со стороны местных властей. По данным журналиста Карлоса Монсивайса, в период с 1974 по 1983 год были убиты 22 активиста COCEI. Епископа Артуро Лону Рейеса, к которому члены Коалиции обращались для содействия в освобождении политзаключённых, уличали в связях с COCEI, что становилось предлогом для претензий вышестоящих иерархов.

### Первые муниципальные выборы
В 1974 году COCEI впервые участвовала в муниципальных выборах, выдвинув Леопольдо де Гивеса Пинеду, выступавшего с речами о классовой борьбе. Хотя официально победительницей вновь была объявлена ИРП, но члены коалиции заявили, что стали жертвами избирательных фальсификаций. В любом случае, с этого момента она считалась ведущей оппозиционной силой в городе. Уже в 1976 году COCEI победила на выборах в Комиссию по общинным землям.
В 1977 году в Мексике была одобрена политическая реформа, которая легализовала различные политические организации, включая Мексиканскую коммунистическую партию (МКП). В 1980 году COCEI и МКП сформировали коалицию для участия в муниципальных выборах, выдвинув кандидатом Леопольдо де Гивеса де ла Круса (сына своего тёзки). Их альянсу пришлось столкнуться с ИРП и Социалистической народной партией. Хотя голоса были в пользу коалиции COCEI-МКП, однако из-за очередного избирательного мошенничества победа кандидата от ИРП была предопределена. Впрочем, возмущённые жители Хучитана выступили против фальсификаций, захватили Муниципальный дворец и удерживали его 34 дня. В итоге был объявлен декрет об аннулировании выборов, что привело к проведению новых выборов 1 марта 1981 года.

Логотип союзницы COCEI — Объединённой социалистической партией Мексики

### Впервые у власти (1981—1983)
Эти муниципальные выборы выиграла COCEI в коалиции с созданной на основе компартии Объединённой социалистической партией Мексики. Вместе они провозгласили Народный городской совет с целью «спасения культуры сапотеков» и автономного городского развития. По некоторым оценкам, победа COCEI на выборах обеспечила первый социалистический городской совет в Мексике или вообще первую победу левых сил со времён Мексиканской революции и президента Ласаро Карденаса. Мэром Хучитана стал член COCEI Леопольдо де Гивес-младший, получивший 3538 голосов против 3300 у кандидата ИРП Исраэля де ла Крус Пинеды.
COCEI сделала сапотеков главными героями выборов, продвигая их язык и культуру коренных народов. Правящая Институционно-революционная партия опасались, что требования COCEI приведут к созданию «государства в государстве», и правительство штата Оахака подвергло Хучитан своего рода экономической блокаде и начало вмешиваться в деятельность городского совета, лишая его некоторых функций в пользу вышестоящих органов. Поползли слухи о связях Народного городского совета с гватемальскими и никарагуанскими партизанами; на телевидении, радио и в новостных агентствах началась клеветническая кампания; в зданиях местных городских администраций звучали взрывы, некоторые члены горсовета подвергались нападениям, а то и вообще были убиты.
Однако Народный городской совет продолжал реализацию своих социальных программ, начав кампании по ликвидации неграмотности в трущобах, сотрудничая с Независимым университетом Герреро с целью создания подготовительной школы и Народного педагогического колледжа перешейка, а также запустив Радио Народного городского совета, которое выходило в эфир без разрешения правительства. Городские власти отремонтировали улицы, построили и улучшили местные медицинские центры, создали публичную библиотеку и перестроили мэрию.
Культурная политика была разработана в сотрудничестве с местным художником Франсиско Толедо; город превратился в один из ведущих центров культуры коренного населения Латинской Америки. Чтобы бороться с урезанием финансирования вышестоящими властями, городской совет начал кампанию по сбору средств, поддержанную такими деятелями, как Франсиско Толедо, писательница Элена Понятовска, актёр Геродот Сепада, активистка Росарио Ибарра де Пьедра и политик Эберто Кастильо.

### Вытеснение в оппозицию

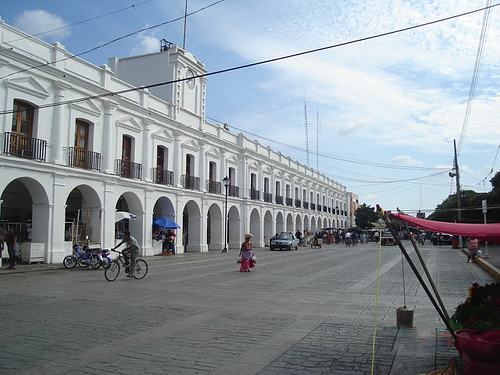
Муниципальный дворец Хучитана, где располагались городские органы власти

31 июля 1983 года произошли столкновение между ИРП и социалистами, в результате которого два человека погибли и несколько получили ранения. 2 августа был выдан ордер на арест Леопольдо де Гивеса, в котором мэр обвинялся в таких преступлениях, как «агрессия, лишение собственности, незаконные действия, ношение оружия». 3 августа 1983 года власти ИРП созвали внеочередную сессию федеральной Палаты депутатов, официально лишив признания COCEI, а Конгресс штата Оахака объявил о роспуске городского совета Хучитана и учредил муниципальный совет во главе с Сесаром Аугусто Карраско, бывшим лидером местной Торговой палаты.
В ответ на это 6 августа около 30 000 жителей Хучитана объявили референдум. Результатом его стало продолжение работы Народного городского совета за счёт самофинансирования, несмотря на попытки правительства отнять контроль у COCEI. 20 ноября состоялись внеочередные выборы, на которых ИРП благодаря вмешательству в работу муниципальной избирательной комиссии и обустройству избирательных участков в домах членов партии удалось переломить результат в свою пользу. 13 декабря сотрудники федеральной полиции и солдаты армии эвакуировали городской дворец, арестовав 250 человек. В ответ тысячи людей собрались в центре города, где их встретили армейские подразделения из Оахаки и соседнего Веракруса. Было задержано ещё 150 заключённых, что фактически привело к разгрому городских властей COCEI.

В 1988 году коалиция присоединилась к Национально-демократическому фронту, выдвинувшему Куаутемока Карденаса кандидатом на пост президента республики, и затем была связана с преемницей фронта Партией демократической революции. Хотя Карлос Салинас де Гортари был при очевидных нарушениях объявлен победителем президентских выборов, но с приходом его к власти в отношениях с оппозиционными группами произошли изменения. В 1989 году был запущен проект «Социальное обращение» (convertación), предлагавший экономическую и политическую поддержку оппозиционным группам в обмен на укращение их радикальности и публичное признание сосуществования с федеральным правительством Салинаса. COCEI принял это предложение и поучаствовал в коалиционном городском правительстве вместе с правящей партией ИРП, однако в декабре 1989 года визит Салинаса де Гортари в Хучитан был отменен из-за конфликта между активистами ИРП и COCEI, в результате которого погибло несколько человек.

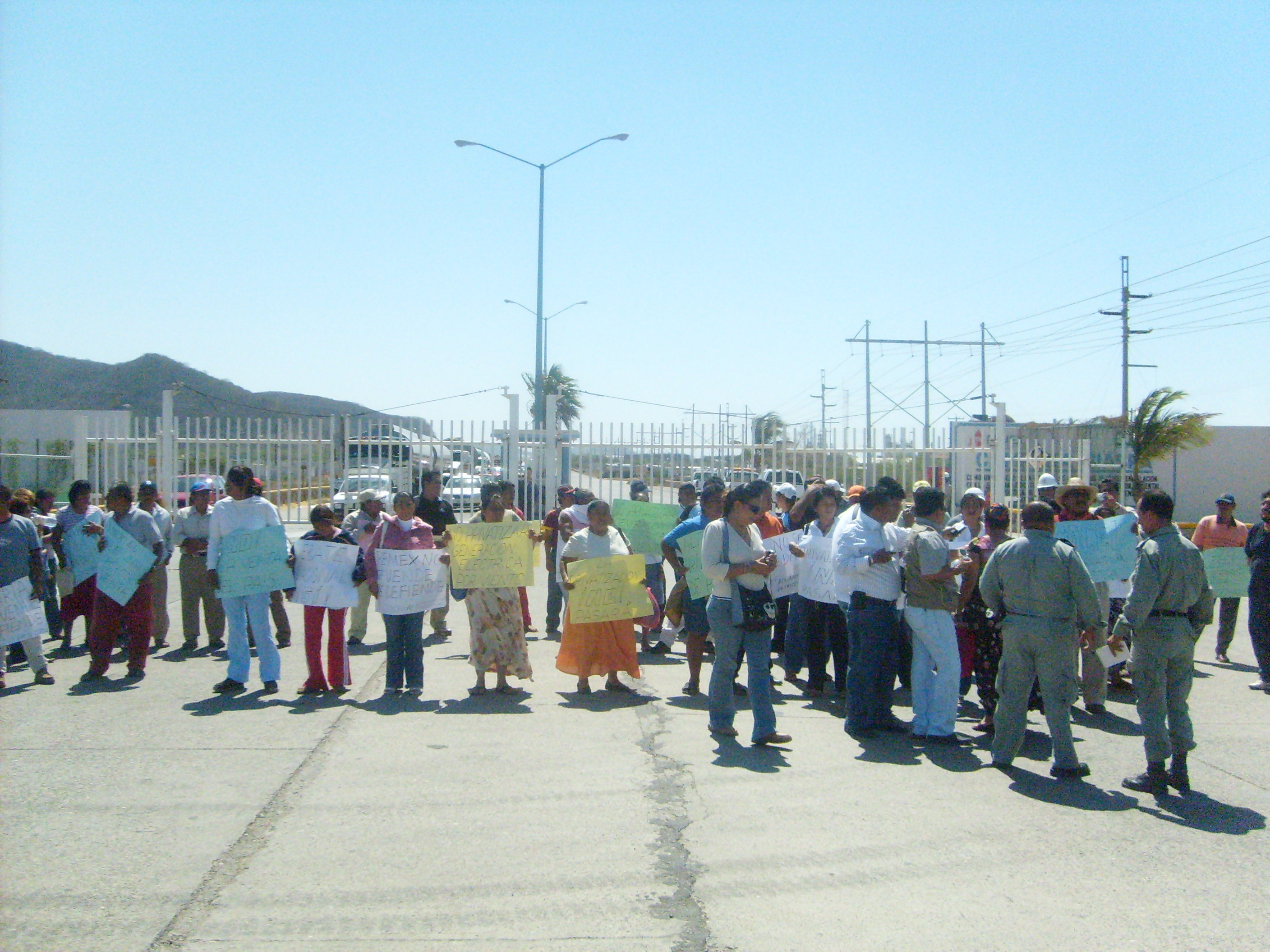
Протест COCEI в 2008 году

### Возвращение к власти
В 1989 году COCEI снова выиграла муниципальные выборы в Хучитане и находилась здесь у власти до 2002 года. С 1993 по 1995 год Оскар Крус Лопес был главой муниципалитета, а в 2003 году стал сенатором. С 1996 по 1998 год муниципальный мандат принадлежал Роберто Лопесу Росадо. С 1999 по 2001 год муниципалитетом снова управлял один из исторических деятелей COCEI, Леопольдо Де Гивес де ла Крус (ранее он занимал посты местного и федерального депутата). В марте 2001 года Хучитан стал первым муниципалитетом, принявшим Сапатистскую армию национального освобождения.
В 2004 году коалиция COCEI и ПДР, одержав победу на выборах, вернула себе пост мэра (им стал Альберто Рейна Фигероа). В конце 2005 года Коалиция ненадолго сблизилась с недавно созданной Социал-демократической и крестьянской альтернативой (ASD), благодаря тому, что Эктор Санчес Лопес вступил в новую партию и стал одним из лидеров «крестьянского» крыла организации. В 2006 году разразились забастовки учителей, которые переросли в крупное противостояние с властями Оахаки; COCEI колебалась между поддержкой мобилизаций и некоторыми благоприятными жестами со стороны губернатора Руиса Ортиса.
В 2007 году COCEI снова выиграла муниципальные выборы, на этот раз в коалиции с Партией труда; электоральная сила организации позволила ей сохранить пост мэра за Мариано Сантаной Лопесом Сантьяго. В 2013 году Коалиция вернулась в городской совет вновь вместе с ПДР, однако в 2015 году её единство снова было раздроблено после взлёта на общенациональном уровне отколовшегося от ПДР Движения национального возрождения (МОРЕНА). Часть активистов решила присоединиться к партии Андреса Мануэля Лопеса Обрадора, в то время как другие продолжали поддерживать отношения с ПДР или ПТ. Из-за этого на выборах 2016 года COCEI не представила собственного кандидата.
В 2017 году руководство Коалиции объявило о своей поддержке альянса между ПТ и МОРЕНА перед выборами 2018 года, благодаря чему смогла выдвинуть своего кандидата Эмилио Монтеро Переса, ставшего мэром. На выборах 2021 года Коалиция разорвала соглашение с ПТ из-за партийных конфликтов с Монтеро, который даже сообщил об угрозах в свой адрес со стороны активистов COCEI. Вместо этого COCEI поддержала кандидатуру Эктора Пинеды Сантьяго от МОРЕНА. Монтеро Перес в конечном итоге был переизбран, набрав 34,65 % голосов по сравнению с 31,69 % у преследователя.
В партии также происходили расколы, в частности, образовалась троцкистская Социалистическая рабочая партия, позже известная как Движение к социализму.